# Cryptocopoides nobilis
Cryptocopoides nobilis is een naaldkreeftjessoort uit de familie van de Cryptocopidae. De wetenschappelijke naam van de soort is voor het eerst geldig gepubliceerd in 2011 door Blazewicz-Paszkowycz & Bamber.